# Darkness (fumetto)
The Darkness è una serie a fumetti da Garth Ennis, Marc Silvestri e David Whol e prodotta dalla Top Cow Productions. Questa serie ha esordito negli Stati Uniti d'America nel 1996.

## Premessa
Il fulcro della trama di Darkness è l'omonima entità coprotagonista, la Tenebra. La Tenebra è un'entità elementale del Caos: è l'eterna nemica dell’Angelus, e agisce avvalendosi di un corpo umano ospite, con il quale vive in simbiosi. I detentori della Tenebra hanno il potere di creare dall'oscurità qualsiasi cosa essi vogliano, come oggetti o entità minori, chiamate Darkling, e possono ritornare dall'aldilà ogni qualvolta dovesse sopraggiungere la morte. I poteri della Tenebra sono tuttavia vincolati dall'oscurità, e pertanto possono manifestarsi solo al buio. In caso contrario, il detentore non può evocarli, diventando quindi vulnerabile. Essa sembra agire e comportarsi a seconda dell'animo dell'ospite e, come nel caso di Jackie Estacado, tormenta i malvagi affinché uccidano altri come loro arrivando ad usare allucinazioni o altri stratagemmi, fino al punto che l'ospite accetti sia la tenebra che i mali da lui commessi. Solo a quel punto gli viene concesso di poter dominare la sua forza; nel caso il detentore  non accetti nessuna delle due, la tenebra lo tormenta fino a che questo non le lasci dominare il suo corpo.
La Tenebra è solita manifestarsi nei vari detentori ereditariamente, passando di padre in figlio o figlia. Essa cambia corpo nel momento stesso in cui il detentore concepisce un figlio maschio e si trasferisce nel corpo del nascituro. Alberga dormiente nel nuovo ospite sino alla vigilia del compimento del suo ventunesimo anno di età, quando si risveglia ed investe il giovane detentore dei poteri della Tenebra.

## Trama
La storia di Darkness ruota intorno alle vicende della Tenebra e del suo detentore Jackie Estacado, un ex sicario della famiglia mafiosa newyorchese dei Franchetti.
Jackie è un giovane uomo risoluto e turbolento, che ha sempre vissuto nella violenza e nel crimine. Egli nasce nel 1975 a New York, non ha parenti biologici in vita al di fuori di Capris Castiglione (sua sorella gemella) della quale viene a conoscenza solo molti anni dopo.
Cresciuto durante i suoi primi anni di vita nel "Saint Gerard's Orphanage", un orfanotrofio rigido, mal gestito e traboccante di maltrattamenti e bullismo, fin dall’infanzia Jackie ha sempre applicato la forza bruta in ogni circostanza. L'unica persona a non essere ostile nei suoi confronti è Jenny Romano, una bambina che sarebbe poi diventata l'unica donna che Jackie abbia mai amato. All'età di sei anni, Jackie viene adottato dal boss mafioso Frankie Franchetti, spronato dalle parole del misterioso Sonatine, leader di una setta esoterica, spiegando al boss che il ragazzo lo avrebbe reso potente.
Jackie si ambienta molto facilmente nel clima malavitoso, crescendo precocemente e in modo repentino: spara ad una persona per la prima volta a dieci anni, a quattordici perde la verginità con una poliziotta durante un interrogatorio, a sedici compie il suo primo omicidio, seguito da molti altri, conducendo una vita fatta di sesso e violenza, facendo di tanto in tanto visita alla sua amica Jenny. Come predetto da Sonatine, Jackie diventa il promotore principale della scalata al potere della famiglia Franchetti, nonché suo sicario di fiducia. Verso la notte del compimento dei ventun'anni, dentro di Jackie si ridesta la Tenebra, e tutti i poteri (e i compromessi) ad essa correlati.
Inizialmente Jackie usa i suoi poteri per il suo lavoro di assassino, elargendo morte a dismisura, e in modo scriteriato. Attorno a Jackie inizia tuttavia ad infoltirsi una schiera di nemici, tra i quali le famiglie avversarie, l'entità Angelus, Sonatine e la confraternita della Tenebra, che vuole ottenere il potere della Tenebra e controllarne il volere, e la Magdalena e le sue consorelle, sacerdotesse guerriere addestrate dalla Chiesa per sconfiggere il male. Incontra anche l'agente Sara Pezzini, la custode di Witchblade, con la quale Jackie forma sporadiche alleanze, che lo inducono a riflettere sulle sue cattive azioni perpetrate negli anni.
È in seguito a un incontro con Batman, che Jackie decide di rivalutare completamente la sua vita, e di lasciare definitivamente la vita del crimine. Ma lo zio Frankie non prende bene la scelta del nipote putativo, e rapisce Jenny, la uccide registrando su una cassetta la scena e manda il video a Jackie. Jackie viene ucciso dagli scagnozzi di Frankie che fanno esplodere il magazzino in cui si trovava, così che grazie alla luce del fuoco non possa usare la tenebra per fuggire e finisce all'inferno. Più tardi Tom Judge, detentore di un potere supremo, ridà la speranza a Jackie così che possa lasciare l'inferno.
Il corpo di Jackie viene ricostruito da Darkness che così lo riporta in vita. Jackie così riprende il controllo dell'organizzazione mafiosa dello zio deciso a smantellarla. Nel periodo seguente si reca a Metropolis e si scontra con Superman.
Durante la saga Witchblade: Il primo figlio si narra che una notte, posseduto da Darkness, un inconsapevole Jackie mise incinta Sara Pezzini, la custode di Witchblade. Mesi dopo venne attaccato dalle schiere dell'Angelus che lo accusavano di aver tentato di spostare l'equilibrio tra luce e tenebre. Dopo essere fuggito, riuscì a raggiungere la casa di Sara, dove le rivelò di essere il padre del bambino. Ma vennero attaccati e si ritirarono in una grotta dove ci fu il confronto con l'Angelus e le sue schiere. Qui, con l'aiuto dell'attuale Magdalena, Patience, affrontò i nemici ma venne sottomesso. Alla fine un rilascio di energia della neonata figlia di Jackie scacciò l'Angelus e i suoi seguaci. Jackie decise di lasciare la figlia con la madre per non metterla in pericolo.

## Il personaggio
Darkness è il personaggio protagonista della serie.

### Poteri e abilità
Jackie detiene la Tenebra, che gli dona un potere immenso, limitato solo dalla presenza di luce, che trasforma ogni cosa che ha creato in polvere. Jackie può infatti controllare l'oscurità e creare darkling (creature demoniache fatte di oscurità pura), tentacoli, artigli taglienti, pistole e varie armi bianche. Grazie alla Tenebra riesce a ricoprirsi di un'armatura, che lo rende invulnerabile (in grado di tollerare proiettili di alto calibro e razzi di carri armati). L'armatura gli dona anche forza, velocità, resistenza e agilità sovrumane, a tal punto da riuscire a sollevare una torretta di un carro armato e di lanciarlo a una distanza superiore a sei chilometri e correre più veloce di qualsiasi trasporto. Jackie può anche usare l'armatura per farsi crescere un paio di gigantesche ali da pipistrello o piumate, che gli permettono di volare a grandi velocità anche fuori l'atmosfera terrestre. Jackie possiede anche un potente fattore rigenerante: è stato visto guarire ferite provocate da armi da fuoco letali (comprese quelle alla testa e al cuore), recuperare la pelle e i capelli bruciati, rigenerare una ferita provocata da un tronco che lo oltrepassava e sopravvivere a un'esplosione di un giubbotto al petto. Jackie ha mostrato anche una limitata preveggenza, vedendo come, dove e quando le persone moriranno. Più recentemente, Jackie ha mostrato il potere di creare perfettamente persone viventi, anche un suo duplice. In Artefatti mostra la capacità di teletrasportarsi. Oltre ai suoi eccezionali poteri, Jackie è anche un'abile combattente ed un ottimo tiratore.

### Detentori della Tenebra
La Tenebra, come sopracitato, è passata di padre in figlio nel corso dei secoli. Tra i suoi detentori conosciuti, vi sono i seguenti.
- Capitan Miguel Estacado: un pirata spagnolo del 1671.
- Ramon Estacado: un fuorilegge immigrato negli Stati Uniti intorno al periodo della Secessione.
- Teo l'Eremita: un uomo solitario del New England vissuto nel 1897.
- Anthony Estacado (citato del videogioco): un soldato vissuto intorno alla prima guerra mondiale.
- Roberto Estacado: un sicario autodidatta degli anni quaranta e nonno di Jackie
- Danny Estacado: il padre di Jackie, non si conosce molto sul suo conto.
- Jackie Estacado: l'attuale detentore della tenebra.
- Capris Castiglione: sorella gemella di Jackie, è la prima donna a detenere una frazione dei poteri della Tenebra.

### Altre apparizioni
Jackie Estacado è comparsa in alcune crossover con Painkiller Jane, Hulk, Batman, Superman, Alien, Predator, Witchblade, Wolverine, The Pitt, Vampirella e Tomb Raider. Questi crossover non influiscono sulla trama regolare dei rispettivi fumetti tranne nel caso di quello con Batman, dove gli eventi che accadono si ripercuotono sulla trama regolare di The Darkness.

## Altri media
Nel 2007 Darkness ha avuto due trasposizioni videoludiche per PlayStation 3 e Xbox360: The Darkness (realizzato da Starbreeze) e The Darkness II nel 2012 (questa volta sviluppato da Digital Extremes).